# Linggarsari (Plered)
Linggarsari is een bestuurslaag in het regentschap Purwakarta van de provincie West-Java, Indonesië. Linggarsari telt 3938 inwoners (volkstelling 2010).